# Kassandras Komplex
Kassandras Komplex ist das vierte veröffentlichte Studioalbum der deutschen Independent-Musikgruppe Freunde der italienischen Oper. Es erschien am 3. Oktober 2024.

## Entstehung
Ursprünglich sollte das Album bereits 2023 fertig gestellt werden. Da aber FDIO von 2019 bis 2022 immer mal wieder pausieren musste, da Sänger Ray van Zeschau in die deutsch/bulgarische Filmproduktion Mein Onkel Lubo als Protagonist, deutscher Produzent und Co-Regisseur involviert war und das bulgarische Filmteam immer wieder in terminliche Schwierigkeiten geraten war, konnte das Album erst 2024 herausgebracht werden. Kassandras Komplex ist das erste Album der FDIO, wo vermehrt auf die deutsche Sprache zurückgegriffen wurde, die einen Großteil der Lieder ausmachen und das erste, wo Joey A. Vaising als Gitarrist zu hören ist und sich maßgeblich mit Songs wie Der Garten, Vincent, Delyo und vor allem Der leere Raum einbrachte. Auf Grund der viele Aktivitäten der Bandmitglieder wurden die Songs in vier verschiedenen Studios eingespielt. Als Gast bei den Backgroundgesängen von "Delyo Haydutin" und "Der leere Raum" fungierte der zufällig anwesende Sänger und Gitarrist Leander „Pionear“ Topp, ehemals Messer Banzani. Das Album wurde am 3. Oktober 2024 am Schauspielhaus des Staatsschauspiel Dresden in der gleichnamigen Schallplattenveröffentlichungsrevue vorgestellt. Erstmals nach 32 Jahren wurde auch der 35-mm-Film Ikarus – She Kill The Laugh aus Wolfgang Engels Faust-Inszenierung wieder am Haus gezeigt. Zu Gast waren FDIOs ehemaliger Keyboarder, Fagottist und Co-Sänger Roger Baptist aka Rummelsnuff und Wolfgang Engel als Ehrengast in der Intendantenloge. Durch den Abend führte Thomas Bille.

## Artwork
Das Cover zeigt eine Schwarzweißfotografie eines elfjährigen Mädchens mit einem alles durchdringenden Blick. Das Vinyl beinhaltet ein 12 seitiges und die CD ein 24 seitiges Booklet, welches mit den Texten der Songs versehen ist und diese mit weiteren Schwarzweißfotografie inhaltlich bebildert. Bis auf zwei Fotografien stammen alle fotografische Aufnahmen von Sänger Ray van Zeschau, der auch für die Gestaltung des Albums verantwortlich zeichnete. Zwei Bilder des Booklets zeigen Screenshots aus dem Musikfilm Ikarus – She Kill The Laugh in dem Thomas Plenert die Kamera führte. Das Bandfoto im Booklet stammt von Eckhard Joite.

## Titelliste
| Nr.          | Titel                                   | Länge |
| ------------ | --------------------------------------- | ----- |
| 1.           | Der Garten                              | 3:41  |
| 2.           | Rogers Fall                             | 2:28  |
| 3.           | 1989                                    | 2:19  |
| 4.           | Your Heaven (nur auf CD und Kassette)   | 3:39  |
| 5.           | Vincent                                 | 4:44  |
| 6.           | Love Me Sweet                           | 4:22  |
| 7.           | Delyo Haydutin                          | 5:09  |
| 8.           | Des Volkes Jammer                       | 4:15  |
| 9.           | Why Don’t We Do It                      | 3:53  |
| 10.          | She Kill The Laugh                      | 3:53  |
| 11.          | Mackie Messer (nur auf CD und Kassette) | 4:32  |
| 12.          | Der leere Raum                          | 8:22  |
| Gesamtlänge: | Gesamtlänge:                            | 44:10 |